# Oarabile Tshosa
Oarabile Tshosa (* 25. Juni 2001) ist eine botswanische Leichtathletin, die sich auf den Sprint spezialisiert hat.

## Sportliche Laufbahn
Erste internationale Erfahrungen sammelte Oarabile Tshosa im Jahr 2017, als sie bei den U18-Weltmeisterschaften in Nairobi mit 25,07 s im Halbfinale im 200-Meter-Lauf ausschied. Anschließend belegte sie bei den Commonwealth Youth Games in Nassau in 27,10 s den siebten Platz und schied im 100-Meter-Lauf mit 12,24 s im Halbfinale aus. Im Jahr darauf gewann sie dann bei den Afrikanischen Jugendspielen in Algier in 11,98 s und 24,58 s jeweils die Bronzemedaille über 100 und 200 Meter. 2022 gelangte sie bei den Afrikameisterschaften in Port Louis bis ins Finale über 100 Meter und konnte dort ihr Rennen nicht beenden. Mit der 4-mal-400-Meter-Staffel belegte sie in 3:36,96 min den vierten Platz und der 4-mal-100-Meter-Staffel verhalf sie zum Finaleinzug.
2022 wurde Tshosa botswanische Meisterin in der 4-mal-100-Meter-Staffel.

## Persönliche Bestzeiten
- 100 Meter: 11,33 s (+0,1 m/s), 8. Juni 2022 in Port Louis
- 200 Meter: 23,64 s (−0,2 m/s), 13. April 2022 in Johannesburg